# تاج الدين مسعود
تاج الدين بن سعيد مسوندي (1938 – 1 مارس 2004) رئيس جمهورية جزر القمر الاتحاد الإسلامية المؤقت، بعد وفاة الرئيس محمد تقي عبد الكريم. كان يعمل مراقب مالي في وزارة المالية وعضو في حزب الوحدة.

## نهاية حكمه
أطيح بـ تاج الدين مسوندي من خلال انقلاب عسكري قام به العقيد غزالي عثماني في 30 أبريل 1999